# 万荣桥
35°13′39.2″N 138°31′4.3″E / 35.227556°N 138.517861°E
万荣桥（日语：／ Maneibashi */?）是位于日本山梨县南巨摩郡南部町横跨富士川的桥梁。

## 总览
万荣桥的名字来源于万泽村和荣村，其主要建设目的是供旧万泽村的居民使用对岸的十岛站。
建桥之初是木桁桥，1953年（昭和28年）开始依次改为钢桁桥，1960年（昭和35年）所有的桥都被改为了钢桁桥。桥的构造与旧南部桥相同，都是曲弦下承华伦式钢桁桥，1982年8月（昭和57年）发生的台风10号使富士川涨水，万泽侧的两根桁架被冲走。由于十岛一侧的两根桁架和桥墩残留了下来，所以只有被冲走的部分被改建为平行弦下承华伦式桁梁桥。因而万泽一侧的桁架与十岛一侧的不同。

## 数据
- 长度：268m
- 宽度：5.5m（车道+人行道）
- 路名：国道469号（日语：国道469号）
- 车道数：2车道（但宽度较窄，大型车辆交汇时非常困难）